# Pharmacis anselminae
Pharmacis anselminae is een vlinder uit de familie van de wortelboorders (Hepialidae). De wetenschappelijke naam van de soort is voor het eerst geldig gepubliceerd door Teobaldelli in 1977.
De soort komt voor in Europa.